# Google Wave
Google Wave je komunikacijsko in sodelovalno orodje napisano kot spletna aplikacija, izdelek podjetja Google. Aplikacija je še v preskusni fazi.
Google se je odločil, da bo prenehal razvoj aplikacije